# 金東奎
金東奎（？—？），朝鲜政治人物，游擊隊派兼甲山派人士。1974年11月至1977年12月任朝鲜民主主义人民共和国副主席，後因反對金正日接任最高領導人之位而被肅清。

## 生平
金東奎出生在中國的東北部，後來與金日成在朝鮮半島共合抗日。1949年朝鲜民主主义人民共和国建立後，他加入政府及朝鮮勞動黨。1958年11月任驻苏联纳霍德卡总领事。1961年9月当选朝鲜劳动党中央委员会委员。1962年10月成為最高人民會議議員。1966年9月任朝鲜劳动党平壤市委员会责任书记。同年10月当选朝鲜劳动党中央政治委员会候补委员。1968年7月任朝鲜劳动党中央书记局书记。1969年4月兼任朝鲜劳动党中央国际部部长。1970年11月成为劳动党中央政治委员会（相当于政治局）委员。1972年12月兼任最高人民会议议员资格审査委员会委员长、中央人民委员会委员。1974年11月被推舉為朝鲜民主主义人民共和国副主席。1976年6月，他在黨政治委員會會議上批評金正日「崛起得太快，人民並未能適應」，反對金正日接任最高領導人之位，而漸漸失勢。1977年10月，他被免去職务，隨後被投進集中營，此後不知所踪。